# 틱꽝득
틱꽝득(베트남어: Thích Quảng Ðức / 釋廣德, 1897년~1963년 6월 11일)은 베트남의 승려이다. 1963년 6월 11일, 남베트남 정부의 불교 탄압에 항의해 소신공양으로 분신자살을 하였으며, 남베트남 사회의 공분과 응오딘지엠 정권의 종식을 불러와 베트남 전쟁의 도화선이 되었다.

## 소신공양

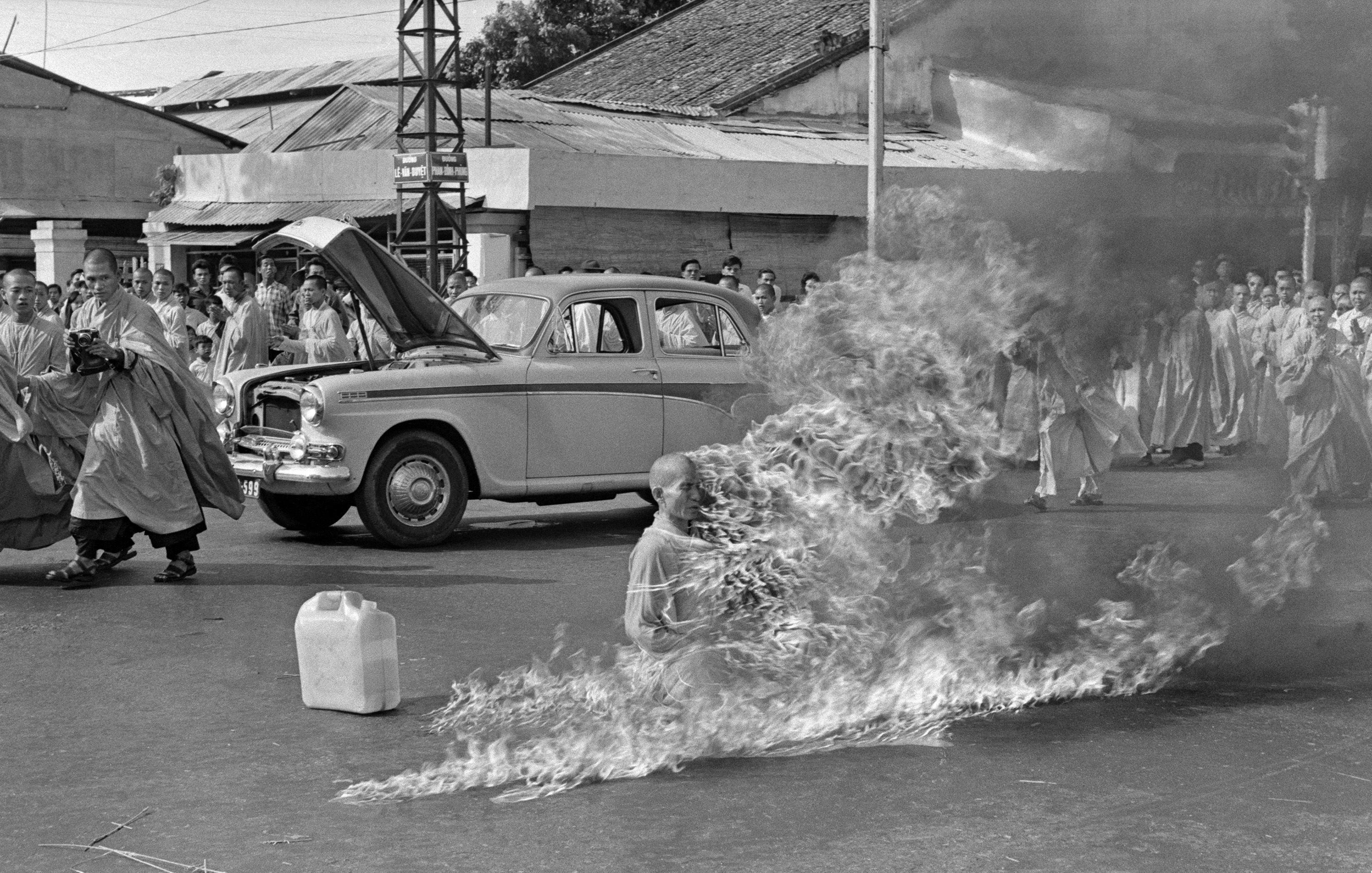
1963년 6월 11일, 말콤 브라운이 촬영한 사이공에서 소신공양하는 틱꽝득

남베트남을 통치한 응오딘지엠과 지주들은 가톨릭 신자였기 때문에, 가톨릭을 옹호하고 불교를 탄압하였다. 남베트남 정부의 불교 탄압정책에 항의하는 뜻으로 1963년 사이공의 캄보디아 대사관 앞에서 소신공양 하였다. 틱꽝득의 소신공양 광경은 베트남 국내와 뉴욕 타임스를 비롯한 각국의 언론에 보도되었는데, 화염 속에서도 전혀 표정의 일그러짐 없이 정좌 자세로 조용히 죽음에 이르는 의젓한 모습은 많은 충격을 주었다.
한편 응오딘지엠 대통령의 동생인 응오딘뉴의 부인이자 가톨릭 신자인 진려춘(마담 누)은 미국 언론과 한 인터뷰에서 틱꽝득의 죽음을 "땡중의 바베큐 쇼"라는 발언을 하여 베트남 국민과 존 F. 케네디 당시 미국 대통령의 분노를 샀다. 이런 발언으로 진려춘은 "드래곤 레이디"라는 악명을 얻었다.

## 사건 이후
사건 뒤 틱꽝득 승려의 유해는 수습되어 화장되었다. 화장 중에도 틱꽝득의 심장은 손상되지 않은 채 멀쩡하게 남아 사람들을 놀라게 하였다고 한다. 응오딘지엠의 제수인 마담 누는 틱꽝득의 소신공양을 '바베큐'라고 비하했다.
틱꽝득의 소신공양 장면 순간을 촬영한 미국의 사진가이자 저널리스트인 말콤 브라운(Malcolm Browne)은 이 사진으로 퓰리처상을 수상하였다.

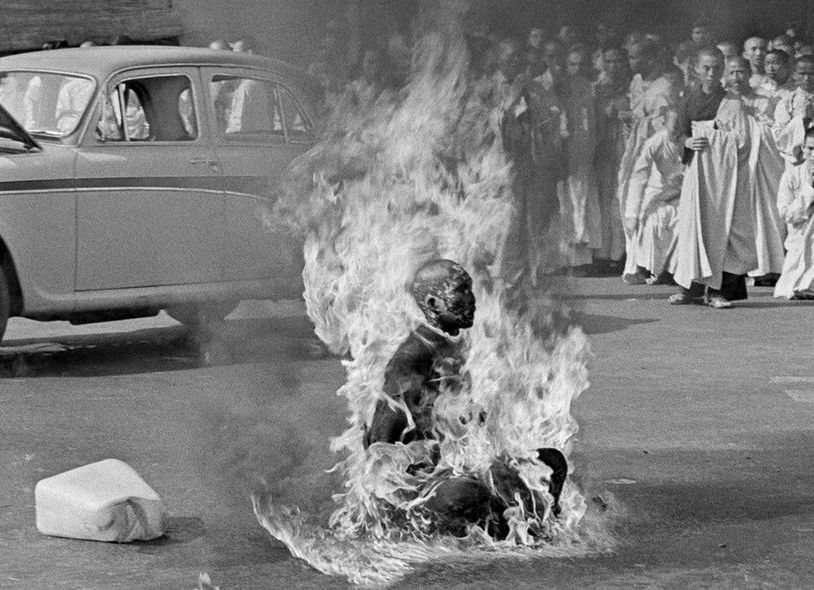
말콤 브라운이 촬영한 소신공양하는 틱꽝득

대중에게 강렬한 기억을 남긴 틱꽝득의 소신공양 장면은 저항의 상징으로서 훗날 미국의 극좌파 성향의 록밴드 레이지 어게인스트 더 머신의 1992년 데뷔 앨범 《Rage Against the Machine》의 앨범 커버가 되기도 하였다.
2010년에는 그가 분신한 위치에 동상이 완성되었다.

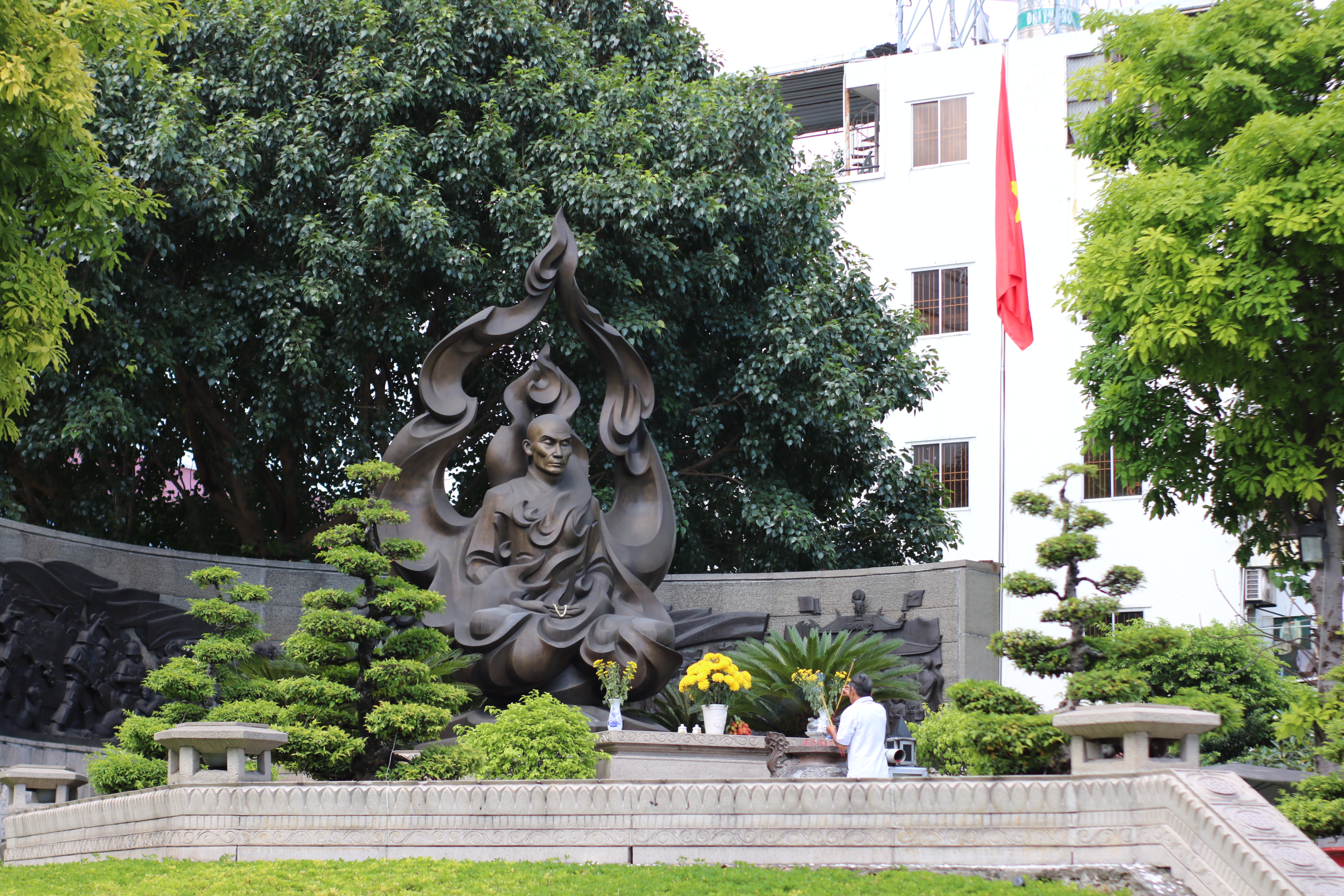
틱꽝득이 분신한 위치에 2010년 건설된 동상

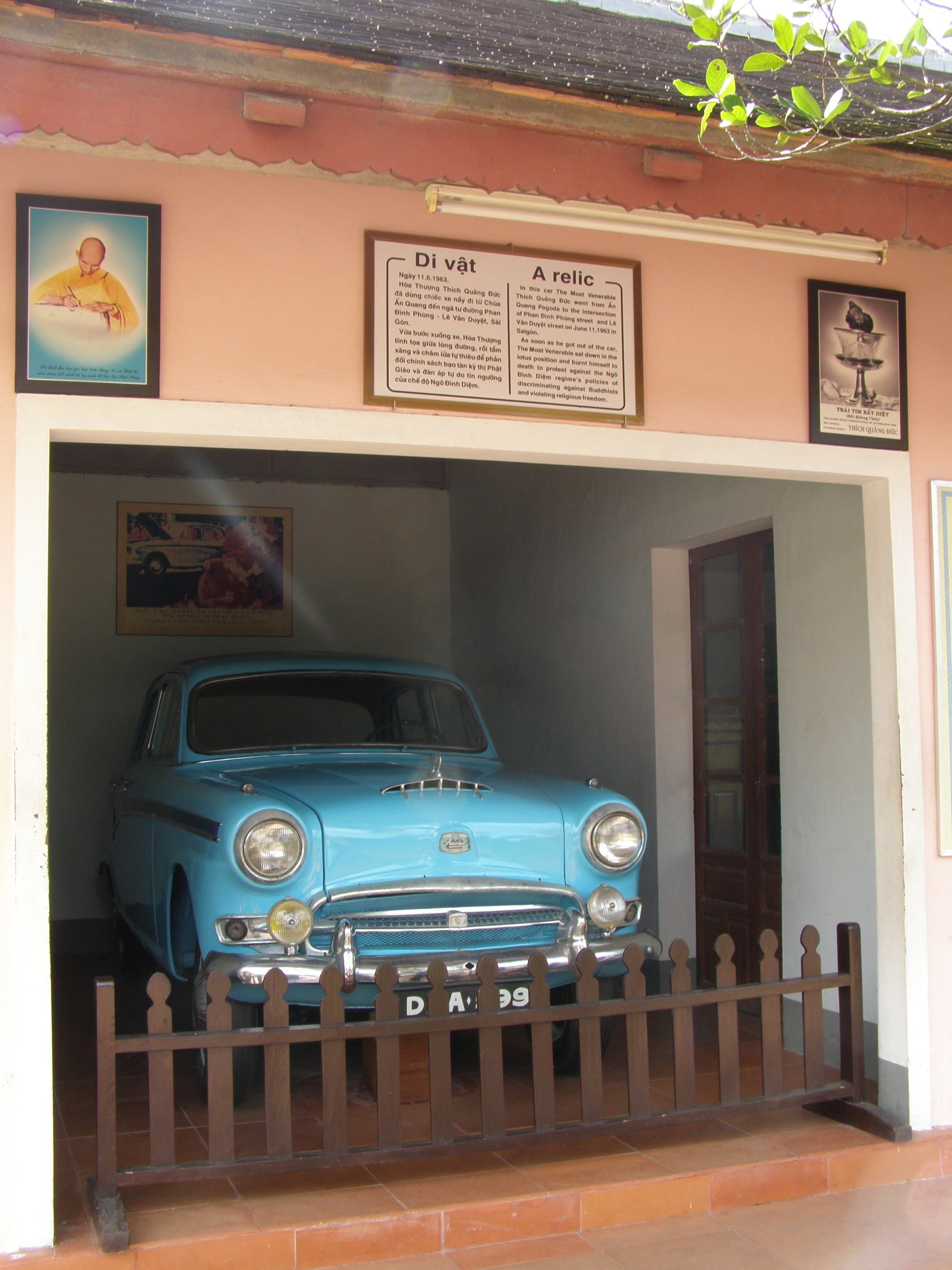
티엔무 사원에 위치한 틱꽝득이 소신공양 하기 위해 타고 갔던 오스틴사의 차량(1956년식 A95 Saloon)

## 같이 보기
- 사이공식 처형
- 판티킴푹